# 메트로 2033
메트로 2033(Метро 2033)은 러시아의 작가이자 언론인인 드미트리 글루홉스키가 2005년에 쓴 포스트 아포칼립스 소설이다.

## 줄거리
소설은 2013년에 핵전쟁이 일어난 뒤 20년이 지난 모스크바 지하철을 배경으로 삼고 있다. VDNKh 역(ВДНХ, 소련 국민 경제 박람회)에 사는 아르티옴을 중심으로 전개되며, 핵전쟁 이후 황폐해진 사회의 모습을 그려내고 있다.검은존재들이 나타나 수상한 느낌을 알아챈 아르티옴이 (헌터에게서 명령을 받음) 모스크바 지하철의 중심인 폴리스로 여정을 떠나면서 벌어지는 이야기다. 방사능으로 돌연변이가 된 동식물들이 가끔 나타나 스릴과 신비감을 준다.마지막은 아르티옴이 검은존재들의 본거지를 미사일로 쓸어버리면서 끝이난다.메트로2034에서 계속.

## 반응
이 책은 2002년 작가가 블로그에 올리는 형식으로 연재되면서 사람들의 주목을 얻은걸로 추측되고 있다.
작가인 글루홉스키는 2007년 유로콘에서 장려상을 수상했으며, 2010년에는 우크라이나의 게임 개발사인 4A Games에 의해 게임으로 제작되었다.